# Martin Hausberg

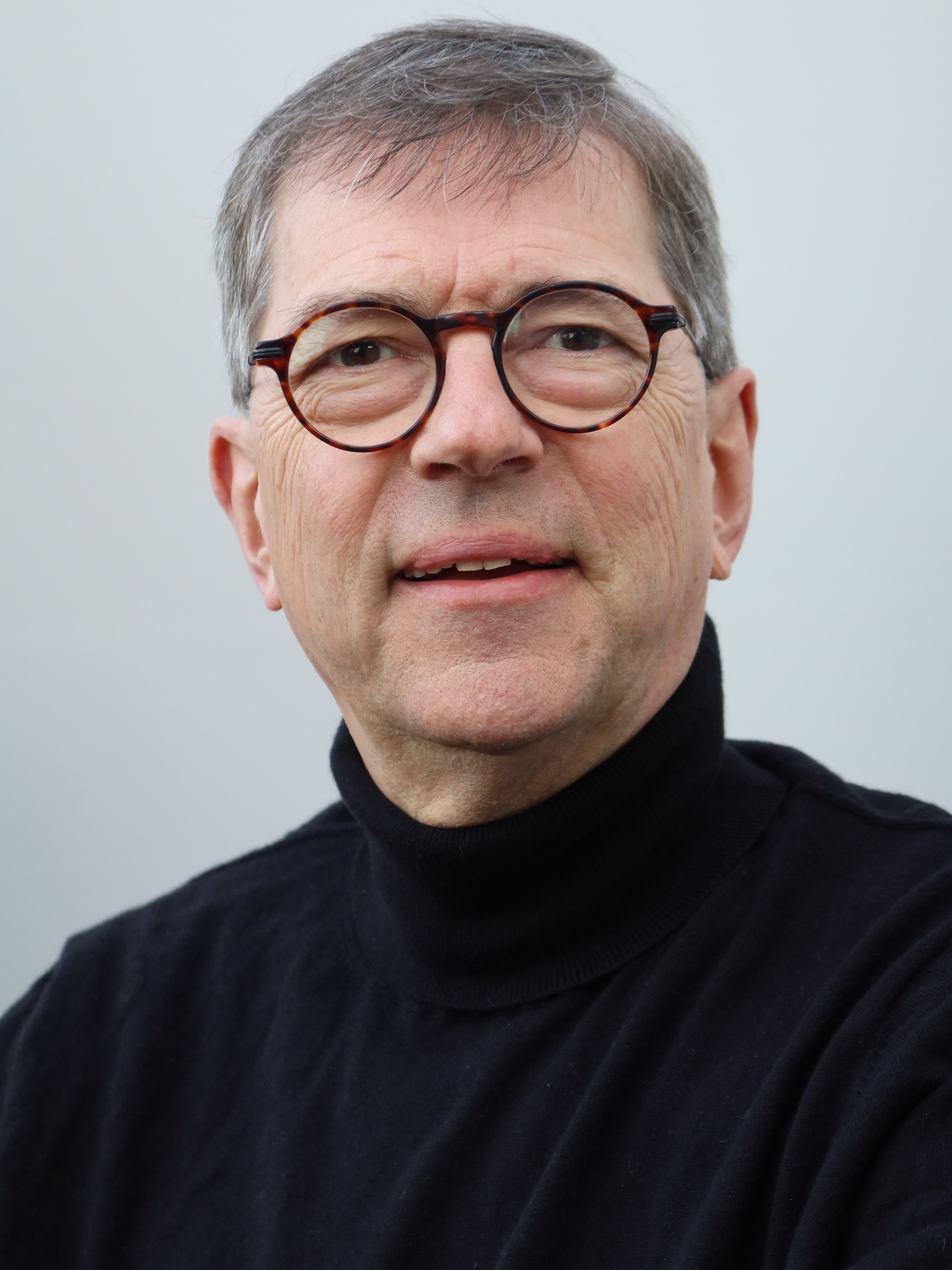
Martin Hausberg (2022)

Martin Hausberg ist ein deutscher Opernsänger (Solist) in der Stimmlage Bass. 2024 verlieh ihm der Freistaat Bayern den Titel eines Bayerischen Kammersängers.

## Leben
Hausberg studierte Gesang an der Musikhochschule Köln und im angeschlossenen Opernstudio. 1982 erhielt er ein Stipendium des Richard-Wagner-Verbandes Bayreuth und gehörte im folgenden Jahr zu den Finalteilnehmern des Internationalen Belvedere-Wettbewerbs für Opernsänger in Wien. Sein erstes Engagement führte Martin Hausberg 1983 an das Stadttheater Hagen.
Als langjähriges Ensemblemitglied des Staatstheaters am Gärtnerplatz (1988‒2024) sang er unter anderem die Titelpartie in Le nozze di Figaro, Basilio (Il barbiere di Siviglia), Truffaldino (Ariadne auf Naxos), Komtur und Masetto (Don Giovanni), Kerkermeister (Die Kluge), Sergeant der Polizei (Die Piraten von Penzance), Lord Tristan Mickleford (Martha) und Alaska-Wolf Joe (Aufstieg und Fall der Stadt Mahagonny).
Hausberg ist auch in den Bereichen Konzert und Rundfunk tätig, beispielsweise als Solist beim Bayerischen Rundfunk. Er gastierte mit dem Bayerischen Rundfunkchor und -orchester unter anderem als Gernot in Wagners Die Feen an der Semperoper in Dresden und bei den Ludwigsburger Festspielen sowie als Truffaldino bei den Richard-Strauss-Festspielen in Garmisch-Partenkirchen. Gastspiele führten ihn zudem an die Städtischen Bühnen Kiel, ans Stadttheater Aachen, an die Oper Bonn und ans Theater Augsburg. 2024 wurde er zum Bayerischen Kammersänger ernannt.